# カラチャイ・チェルケス自治州

カラチャイ・チェルケス自治州
Къарачай-Черкес АО
Къэрэшей-Черкес АО
Карачаево-Черкесская АО

国の標語: Пролетарии всех стран, соединяйтесь!国歌: ソビエト連邦国歌

カラチャイ・チェルケス自治州（カラチャイ・チェルケスじちしゅう、ロシア語: Карачаево-Черкесская автономная область, ロシア語ラテン翻字: Karačaevo-Čerkesskaja avtonomaja oblast’、カバルド語: Къэрэшей-Черкес автономнэ область, カバルド語ラテン翻字: Qerešej-Čérkés avtonomne oblast’、英語: Karachay-Cherkess Autonomous Oblast）とは、現在のカラチャイ・チェルケス共和国の位置に設置された自治州で山岳自治ソビエト社会主義共和国が分裂したあとカラチャイ・チェルケス地域に作られた。1926年に分裂しカラチャイ自治州とチェルケス自治州となる。1957年に再編成されるもグルジア・ソビエト社会主義共和国 に一部が編入される。1991年7月にカラチャイ・チェルケス＝ソビエト社会主義共和国を宣言。1992年10月にカラチャイ・チェルケス共和国に昇格する。